# Kerro Holmberg
Ulla Kerstin Isolde ”Kerro” Holmberg, född 30 april 1959 i Stockholm, är en svensk bildkonstnär och poet.